# 유르기스 샤울리스

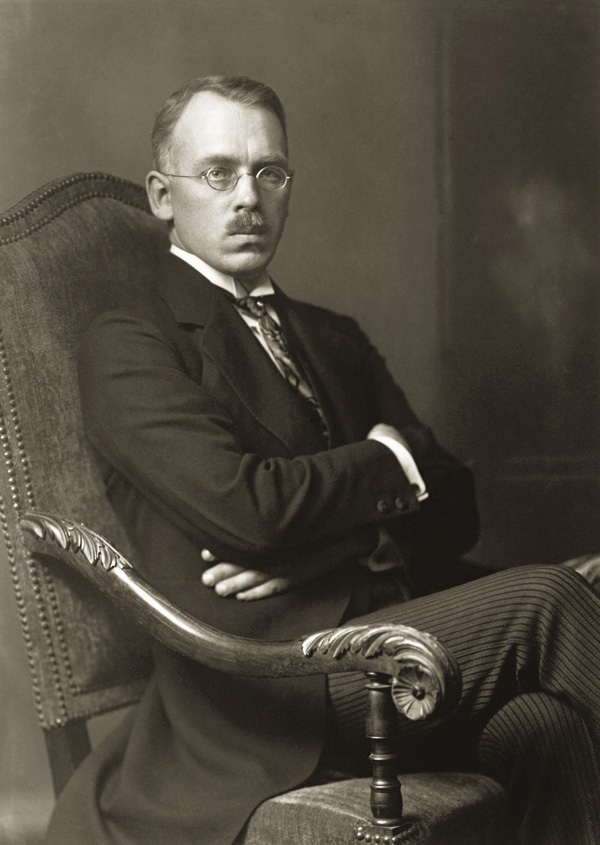
유르기스 샤울리스

유르기스 샤울리스(리투아니아어: Jurgis Šaulys, 리투아니아어 발음: [ˈjʊrɡʲɪs ʃauˈlʲîːs] ( 듣기), 1879년 5월 5일~1948년 10월 18일)는 리투아니아의 경제학자, 외교관, 정치인이다. 리투아니아 독립 선언서에 서명한 20인 중 한 사람이다.